# Antik femkamp

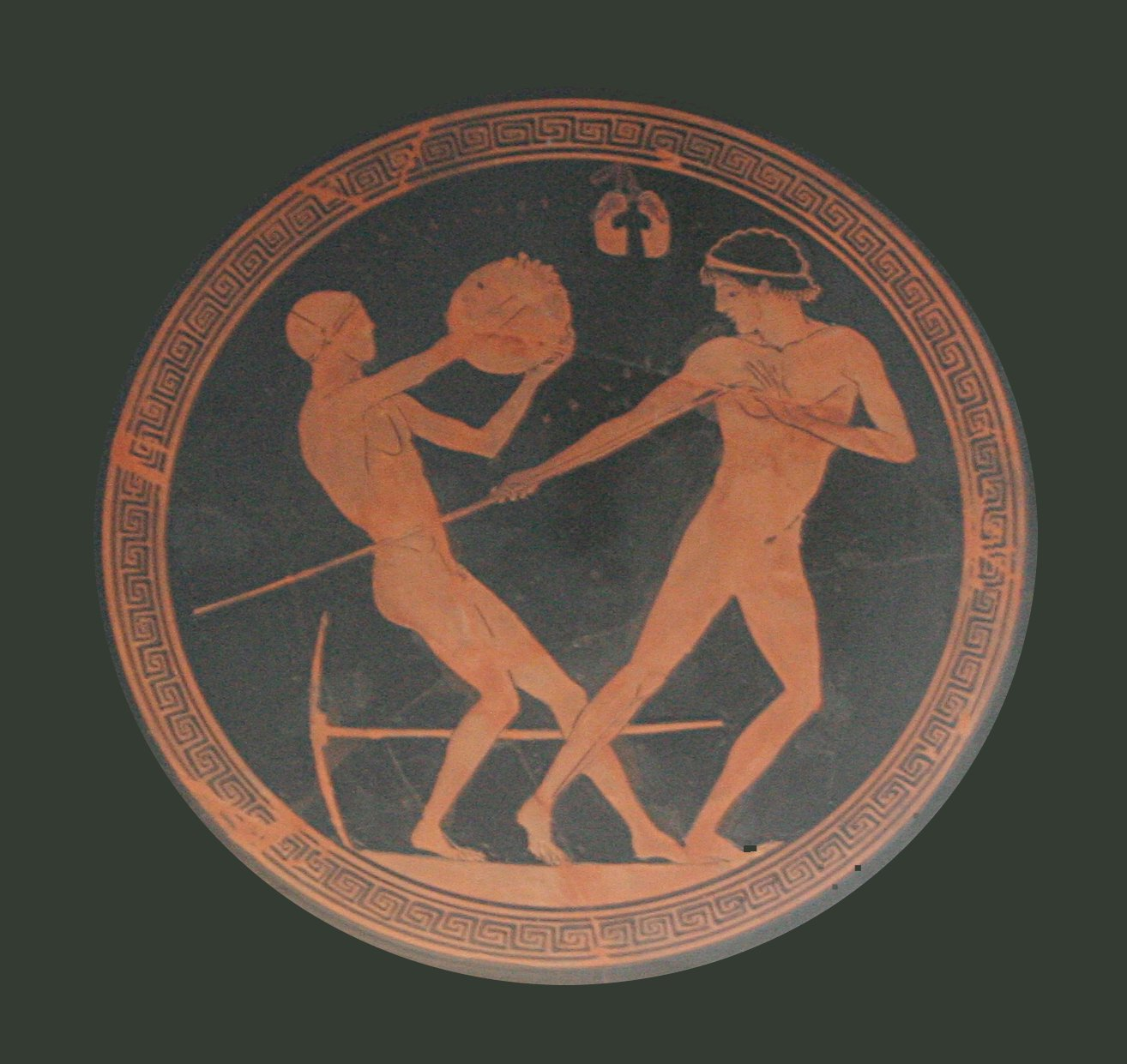
Tondo från 490 f.Kr. Från Volci.

Femkamp (gr. πένταθλον, péntathlon, av pénte, "fem", och athlon, "tävling, kamp"), ibland kallad antik femkamp, är en idrottstävling, som omfattar fem olika grenar. 
I antikens Grekland utgjordes dessa vanligen av diskus (gr. diskobolia), längdhopp (gr. ha'lma), spjutkastning (gr. akontismos), löpning (gr. aro'mos eller sta'dion) och brottning (gr. pa'le). Antika källor finns också som säger att pankration eller pyx (boxning) har ingått på bekostnad av längdhopp respektive spjut.
I övrigt är tävlingens genomförande mycket oklart och omtvistat, men det är klart att brottningen genomfördes sist och löpningen näst sist. Åtskilliga hypoteser om hur vinnaren utsågs har presenterats. Frank Zarnowski skriver att femkampen egentligen var en trekamp (längdhopp, diskus och spjut) med löpning och brottning som en form av tie-break. och om en och samme deltagare vann de tre första grenarna så förklarades han som vinnare.
Första gången femkamp ingick i de antika olympiska spelen var år 708 f.Kr.